# Les Abrets-en-Dauphiné
Les Abrets-en-Dauphiné és un municipi nou francès, situat a la regió d'Alvèrnia-Roine-Alps, al departament de la Isèra. L'1 de gener de 2016, es va crear per la fusió de Les Abrets, La Bâtie-Divisin i Fitilieu, que es converteixen en municipis delegats. La seu administrativa és a Les Abrets.